# ダーシャ・ポランコ
ダーシャ・ポランコ（Dascha Yolaine Polanco、1982年12月3日 - )はドミニカ出身の女優。Netflixオリジナルシリーズのブラック・コメディドラマ『オレンジ・イズ・ニュー・ブラック』でのダヤことダヤナラ・ディアス役で知られる。

## キャリア
ポランコは幼い頃から女優を志していたが、体型に対する懸念からオーディションを受けたことはなく、ハンター大学で心理学の学士号を取得。大学卒業後、看護師になることを目的としてヘルスケア業界で働き始める。ブロンクスのモンテフィオーレ医療センターで病院の管理に従事し、看護を学び、再び演技を追求する勇気を得て、演技スタジオに登録した。 ニューヨークのBIHスタジオに出席し、タレントエージェンシーのシャーリーグラントマネジメントと契約。女優として最初にクレジットされたのは、テレビシリーズUnforgettableとNYC22の端役だった。
2012年、ポランコはNetflixシリーズのオレンジイズニューブラックに、女性刑務所の受刑者であるダヤナラ「ダヤ」ディアスとして出演し注目を集める。
2013年、インディペンデント映画のギミーシェルターに出演した後、第2シーズンにも引き続きオレンジイズニューブラックに出演。2014年6月には、2015年6月にリリースされたショーのシーズン3にレギュラーキャストとしての出演することも発表された。また、コメディ映画「 The Cobbler 」と映画「Joy」、映画「パーフェクトマッチ」にも出演した。
2018年、ポランコは「アメリカン・クライム・ストーリー：ヴェルサーチ暗殺事件」でリカーリングキャストを務め、2019年には、Netflixシリーズ「ロシアンドール 謎のタイムループ」「ボクらを見る目」でもリカーリングキャストとして出演した。

## 私生活
ポランコには娘と息子の2人の子供がいる。『オレンジ・イズ・ニュー・ブラック』の第5シーズンでポランコのキャラクターの少女時代を演じたのは彼女の娘である。

## フィルモグラフィー

### 映画
| 公開年 | 邦題 原題                                          | 役名                                | 備考              |
| ------ | -------------------------------------------------- | ----------------------------------- | ----------------- |
| 2016   | ジョイ (映画) Joy                                  | Jackie                              |                   |
| 2017   | The Perfect Match                                  | Pressie                             |                   |
| 2016   | ムタフカズ -MUTAFUKAZ- Mutafukaz                   | Luna                                | 英語吹替 声の出演 |
| 2019   | アイリッシュマン The Irishman                      | Nurse                               |                   |
| 2021   | イン・ザ・ハイツ In the Heights                    | クカ                                |                   |
| 2022   | DC がんばれ!スーパーペット DC League of Super-Pets | ジェシカ・クルス/グリーン・ランタン | 声の出演          |
| 2022   | サマリタン Samaritan                               | ティファニー・クレアリー            |                   |
| 2023   | A Little Prayer                                    | Narcedalia                          |                   |

### テレビ
| 公開年    | 邦題 原題                                                | 役名                       | 備考      |
| --------- | -------------------------------------------------------- | -------------------------- | --------- |
| 2013–2019 | オレンジ・イズ・ニュー・ブラック Orange Is the New Black | ダヤナラ・"ダヤ"・ディアス | [ 6 ]     |
| 2018      | アメリカン・クライム・ストーリー/ヴェルサーチ暗殺        | ロリ・ウィーダー刑事       |           |
| 2019      | ロシアン・ドール: 謎のタイムループ Russian Doll          | ベアトリス                 | [ 7 ]     |
| 2021      | イーヴィル: 超常現象捜査ファイル Evil                    | パティ・ヒッチェンズ       | 計1話出演 |
| 2023      | ポーカー・フェイス Poker Face                            | ナタリー・ヒル             | 計1話出演 |
| 2024      | Dora                                                     | La Reina                   | 声の出演  |